# Reef Break
Ne doit pas être confondu avec Reef break.
Reef Break est une série télévisée franco-américaine créée par Ken Sanzel et diffusée entre le 20 juin et le 13 septembre 2019 sur le réseau ABC. En France, la série est diffusée entre le 3 juillet et le 14 août 2020 sur M6.
La série est annulée à la fin de la première saison, le 13 décembre 2019,.

## Synopsis
Cat Chambers, ancienne criminelle et surfeuse, revient sur l'île de Reef. Grâce à ses talents de voleuse, elle se fait remarquer et va mettre ses compétences au service de la justice. L’héroïne va donc résoudre des enquêtes en tandem avec l'inspecteur Wyatt Cole avec l'aide de son ex-mari, l'agent du FBI Jake Elliot.

## Distribution

### Acteurs principaux
- Poppy Montgomery (VF : Rafaèle Moutier) : Cat Chambers
- Ray Stevenson (VF : Serge Biavan) : Jake Elliot
- Desmond Chiam (VF : Pascal Nowak) : Inspecteur Wyatt Cole
- Melissa Bonne (VF : Corinne Wellong) : Ana DuMont
- Tamala Shelton (VF : Emmylou Homs) : Petra Torrance

### Acteurs récurrents
- Rob Collins (en) (VF : Stéphane Fourreau) : Doug O'Casey
- Stephen Hunter : Otter
- Grant Bowler (VF : Vincent Ropion) : Carter Eastland
- Laura Gordon : Sergent Kristy Ellis
- Melina Vidler (en) :  Tori / Nina Eastland

## Développement

### Production
Reef Break est produit par ABC Studios, propriété de Disney, qui s'est associée au projet avec M6,. Steve Pearlman (en), Ruthanne Secunda, Poppy Montgomery et Mark Rosner ont tous servi de producteurs exécutifs lors de l'unique saison de la série.
Le 2 mai 2018, ABC Studios International annonce officiellement la commande de la série, pour une première saison de treize épisodes, pour un lancement prévu lors de l'été 2019 sur le réseau ABC. Le 10 avril 2019, ABC annonce la date de lancement de la série au 20 juin 2019. La série est annulée le 13 décembre 2019 après une unique saison, faute d'audiences suffisantes pour la chaîne ABC,.

### Tournage
La série est tournée à Gold Coast, notamment dans les Village Roadshow Studios, dans le Queensland, au Sud de Brisbane en Australie,,. Le tournage a majoritairement lieu en extérieur. De ce fait les fonds verts et effets spéciaux ne sont pratiquement pas utilisés,.

### Fiche technique
- Titre original et français : Reef Break
- Création : Ken Sanzel
- Réalisation :
- Scénario :
- Direction artistique : Glenn T
- Décors : Christian Petersen
- Costumes : Abbey McCallum, Zed Dragojlovich et Erin Roche
- Musique : Michael Yezerski (en)
- Casting : voir distribution
- Production : Alex Zakrzewski (en) (pilote), Stuart Wood et Guy J. Louthan
- Production exécutive : Steve Pearlman (en), Ruthanne Secunda, Poppy Montgomery et Mark Rosner
- Sociétés de production : Wild Poppy Entertainment, ABC Studios et M6
- Sociétés de distribution : Disney Media Distribution
- Pays d'origine :  États-Unis et  France
- Langue originale : anglais
- Format : couleur
- Genre : policier et dramatique
- Durée : 43 minutes

 Sauf indication contraire, les informations mentionnées dans cette section peuvent être confirmées par la base de données cinématographiques IMDb,  présente dans la section « Liens externes ».

## Épisodes
Composée de treize épisodes, elle a été diffusée du 20 juin au 13 septembre 2019 sur ABC.
1. Disparition en eaux troubles (Pilot)
2. Pirates du Pacifique (Lost and Found)
3. Pour quelques lingots de plus (Buried Things)
4. Bienvenue dans la jungle (Welcome to the Jungle)
5. Mission explosive (The Green Tide)
6. La Passagère clandestine (The Two O'Clock Flight)
7. Un trésor au paradis (Despot)
8. Le Creux de la vague (The Comeback)
9. Le Casse du siècle (The Hohenzollern Collection)
10. Des cieux plus bleus (Blue Skies)
11. Poison d'amour (Dream Lover)
12. La Grande Évasion (Prison Break)
13. Cavales (Endgame)

### Épisode 1:Disparition en eaux troubles(pilote)
- Titre original : Pilot (litt. : « Pilote »)
- Réalisation : Alex Zakrzewski
- Scénario : Ken Sanzel
- Date de diffusion :
- États-Unis : 20 juin 2019 sur ABC
- France : 3 juillet 2020 sur M6
- Résumé : À Nimitz Bay, une communauté sur le territoire américain fictif de Reef Island, l'ancienne surfeuse professionnelle Cat Chambers revient témoigner contre l'homme qui avait tenté de la tuer cinq ans plus tôt. L'homme d'affaires Carter Eastland l'engage ensuite pour aider à sauver sa fille Tori, qui est détenue pour une rançon de 6 millions de dollars, avec un flic local, Wyatt Cole. Celui-ci la met à l'écart, alors Cat va voir son ex-mari Jake, qui lui propose de l'aider mais lui demande également de signer les papiers de divorce. Cole l'arrête pour avoir violé une scène de crime, mais la libère lorsque les ravisseurs lui demandent de remettre la rançon en personne. Cependant, Cat désobéit aux instructions et sauve Tori elle-même, après avoir échangé l'argent de la rançon avec des poids. Cat comprend que Tori a truqué son enlèvement et la sauve d'une tentative d'assassinat par son complice mécontent, qu'elle parvient à tuer lorsque Jake le distrait. Carter lui donne la maison en bord de mer de Tori en échange de son silence, et Cat tente de renouer avec Petra, la fille d'un homme qu'elle a tué au cours de sa carrière criminelle. Cat accepte une offre de la lieutenant-gouverneure, Ana, pour travailler officieusement pour le bureau du gouverneur.
- Audience :
- États-Unis : 2,84 millions de téléspectateurs[20]
- France : 3,416 millions de téléspectateurs (17,1 %)[21]

### Épisode 2:Pirates du Pacifique
- Titre original : Lost and Found (litt. : « Objets trouvés »)
- Réalisation : Shawn Seet
- Scénario : Robert Port
- Date de diffusion :
- États-Unis : 27 juin 2019 sur ABC
- France : 3 juillet 2020 sur M6
- Résumé : Ana envoie Cat à la recherche de Dax Melvoy, un avocat avec une vidéo incriminante du gouverneur qui a été pris en otage ; elle doit détruire la vidéo avant qu'elle soit diffusée. Melvoy est secouru et identifie ses ravisseurs comme un gang de pirates que la police chasse depuis sept ans. Jake oblige Doc Yulo, un chef de file local de la drogue, à lui rendre une montre que Cat lui a volée alors qu'ils étaient mariés. Cat sort la mini-moto de Petra de la fourrière et l'échange avec Otter, le receleur de l'île et père adoptif de Petra, contre une carte qui révèle un récif secret où les pirates se cachent, puis vole un bateau avec Wyatt pour les trouver seuls. Cependant, lorsque Wyatt révèle que la police les filent, Cat l'expulse du bateau. À son insu, Richard Stuyler, le chef de la sécurité de Carter, les suit également, après avoir forcé Otter à révéler le plan de Cat. Le chef des pirates, Raven, laisse Cat regarder la vidéo seule et l'aide à distraire Stuyler tout en alertant Wyatt de leur emplacement, le forçant ainsi que ses hommes à battre en retraite. Cat vend la vidéo pour un prix gonflé au gouverneur. Jake dit à Cat qu'elle l'a inspiré pour essayer d'être un homme meilleur. Cat lui dit de garder la montre pour qu'elle ait toujours une raison de venir le voir.
- Audience :
- États-Unis : 1,98 million de téléspectateurs[22]
- France : 3,02 millions de téléspectateurs (16,2 %)[21]

### Épisode 3:Pour quelques lingots de plus
- Titre original : Buried Things (litt. : « Choses enterrées »)
- Réalisation : Kieran Darcy-Smith
- Scénario : Mark Rosner
- Date de diffusion :
- États-Unis : 11 juillet 2019 sur ABC
- France : 10 juillet 2020 sur M6
- Résumé : Petra accepte de clôturer de l'or volé, mais son contact est tué pendant le transfert. Doug O'Casey, l'ancien chef de Shorepound, demande un transfert en Oregon afin qu'il puisse protéger son neveu Jasper. Cat demande de l'aide à son mentor Maeve Devlin, mais elle refuse; Cat plante ensuite un tracker sur sa voiture. Cette nuit-là, elle survit à peine à une tentative de mort. Soupçonnant que les flics chargés de l'affaire, Hines et Inoue, pourraient être sales, Cat se tourne vers Jake pour obtenir de l'aide. En suivant Maeve, ils trouvent Sonny Turner, qui a volé pour 30 millions de dollars d'or une décennie plus tôt et en a utilisé une partie pour changer sa vie tout en cachant le reste dans la jungle. Hines et Inoue attrapent Petra et ses amis et les emmènent trouver l'or. Cat persuade Sonny de la conduire dans la cachette avec Wyatt et Jake en étroite poursuite. Hines et Inoue sont abattus, et Petra et les autres sont innocentés. Même si le rendre revitaliserait sa carrière, Jake coupe Sonny. Petra met Cat en contact avec Jasper et elle apprend que Doug lui a menti au sujet du besoin de transfert. Doug déduit avec suffisance qu'il a quelque chose dans les œuvres, quelque chose qu'elle seule peut comprendre.
- Audience :
- États-Unis : 2,28 millions de téléspectateurs[23]
- France : 2,324 millions de téléspectateurs (12,2 %)[24]

### Épisode 4:Bienvenue dans la jungle
- Titre original : Welcome to the Jungle (litt. : « Bienvenue dans la jungle »)
- Réalisation : Sian Davies
- Scénario : Ken Sanzel
- Date de diffusion :
- États-Unis : 18 juillet 2019 sur ABC
- France : 10 juillet 2020 sur M6
- Résumé : Lors d'une réunion secrète avec le syndicat de la drogue de Sawyer pour discuter d'une incursion de trafiquants de drogue thaïlandais sur l'île, Cat et Ana sont forcées de fuir lorsque des hommes armés enlèvent Dylan Sawyer; ils découvrent que le fils de Dylan, Beau, l'a trahi afin qu'il puisse prendre le relais et convertir son opération de marijuana en une énorme installation de traitement de la drogue. En enquêtant sur le même cas, Wyatt et Jake apprennent qu'un cuisinier connu sous le nom de "chimiste" dirige le gang thaïlandais et force le gouverneur à révéler où se trouve Ana. Sans autre choix, ils les poursuivent avec l'aide de Stuyler et des hommes d'Eastland. Cat et Ana se séparent et Ana est capturée, tandis que Cat est capable d'intercepter le chimiste et de le prendre en otage; alors qu'Ana parle thaï, elle est capable de convaincre les trafiquants de partir, tandis que Beau et le chimiste sont arrêtés. Stuyler dit à Wyatt qu'on s'attendra à ce qu'il lui rende service s'il veut de l'aide. Cat reconnaît que Jake a toujours des sentiments pour elle, ignorant que lui et Ana sont dans une relation secrète. Ce soir-là, lorsque Wyatt vient de rester, Cat trouve un message incriminant de Stuyler sur son téléphone.
- Audience :
- États-Unis : 1,85 million de téléspectateurs[25]
- France : 1,98 million de téléspectateurs (11,1 %)[24]

### Épisode 5:Mission explosive
- Titre original : The Green Tide (litt. : « La marée verte »)
- Réalisation : Peter Andrikidis
- Scénario : Niceole R. Levy
- Date de diffusion :
- États-Unis : 25 juillet 2019 sur ABC
- France : 17 juillet 2020 sur M6
- Résumé :
- Audience :
- États-Unis : 1,91 million de téléspectateurs[26]
- France : 2,124 millions de téléspectateurs (11,1 %)[27]

### Épisode 6:La Passagère clandestine
- Titre original : The Two O'Clock Flight (litt. : « Le vol à deux heures »)
- Réalisation : Peter Andrikidis
- Scénario : Robert Port
- Date de diffusion :
- États-Unis : 1er août 2019 sur ABC
- France : 17 juillet 2020 sur M6
- Résumé :
- Audience :
- États-Unis : 1,97 million de téléspectateurs[28]
- France : 2,8 millions de téléspectateurs (11,4 %)[27]

### Épisode 7:Un trésor au paradis
- Titre original : Despot (litt. : « Despote »)
- Réalisation : Grant Brown
- Scénario : Mark Rosner
- Date de diffusion :
- États-Unis : 8 août 2019 sur ABC
- France : 24 juillet 2020 sur M6
- Résumé :
- Audience :
- États-Unis : 1,51 million de téléspectateurs[29]
- France : 1,781 million de téléspectateurs (9,1 %)[30]

### Épisode 8:Le Creux de la vague
- Titre original : The Comeback (litt. : « Le retour »)
- Réalisation : Grant Brown
- Scénario : Laura Wolner
- Date de diffusion :
- États-Unis : 15 août 2019 sur ABC
- France : 24 juillet 2020 sur M6
- Résumé :
- Audience :
- États-Unis : 1,77 million de téléspectateurs[31]
- France : 1,69 million de téléspectateurs (8,9 %)[30]

### Épisode 9:Le Casse du siècle
- Titre original : The Hohenzollern Collection (litt. : « La collection Hohenzollern »)
- Réalisation : Kieran Darcy-Smith
- Scénario : Brandon K. Hines
- Date de diffusion :
- États-Unis : 22 août 2019 sur ABC
- France : 31 juillet 2020 sur M6
- Résumé :
- Audience :
- États-Unis : 1,95 million de téléspectateurs[32]
- France : 1,634 million de téléspectateurs (8,8 %)[33]

### Épisode 10:Des cieux plus bleus
- Titre original : Blue Skies (litt. : « Ciels bleus »)
- Réalisation : Kieran Darcy-Smith
- Scénario : Haley Harris
- Date de diffusion :
- États-Unis : 29 août 2019 sur ABC
- France : 31 juillet 2020 sur M6
- Résumé :
- Audience :
- États-Unis : 2,14 millions de téléspectateurs[34]
- France : 1,55 million de téléspectateurs (8,7 %)[33]

### Épisode 11:Poison d'amour
- Titre original : Dream Lover (litt. : « Amoureux des rêves »)
- Réalisation : Fiona Banks
- Scénario : Robert Port
- Date de diffusion :
- États-Unis : 29 août 2019 sur ABC
- France : 7 août 2020 sur M6
- Résumé : Alors que tout le monde se réunit pour célébrer son anniversaire, Cat se sent brusquement mal. Le diagnostic tombe à l'hôpital : Cat a été infectée par une bactérie mortelle dont seul l'antidote pourra la sauver. Une course contre la montre s'engage pour lui venir en aide. Tous ses amis sont mobilisés. Encore faut-il identifier l'agent infectieux avec certitude, ce qui demande un certain temps. qui plus est, il faut maintenant trouver le traitement adéquat. Sans cela, Cat perdra la vie. Surtout, il convient de trouver ceux qui ont voulu sa perte...
- Audience :
- États-Unis : 1,66 million de téléspectateurs[34]
- France :  (%)

### Épisode 12:La Grande Évasion
- Titre original : Prison Break (litt. : « Prison Break »)
- Réalisation : Fiona Banks
- Scénario : Norman Morrill
- Date de diffusion :
- États-Unis : 5 septembre 2019 sur ABC
- France : 7 août 2020 sur M6
- Résumé : Cat se fait duper par Doug O'Casey, qui l'utilise pour s'évader de prison et en fait une fugitive. Recherchée dans toute l'île, Cat peut compter sur l'aide de Maeve, du pasteur Bob, de Jake et de Wyatt. Elle n'en reste pas moins suspecte aux yeux de beaucoup, ce qui complique son action...
- Audience :
- États-Unis : 1,45 million de téléspectateurs[35]
- France :  (%)

### Épisode 13:Reef Break
- Titre original : Endgame (litt. : « Fin du jeu »)
- Réalisation : Steve Pearlman
- Scénario : Michelle Lirtzman
- Date de diffusion :
- États-Unis : 13 septembre 2019 sur ABC
- France : 14 août 2020 sur M6
- Résumé :
- Audience :
- États-Unis : 2,14 millions de téléspectateurs[36]
- France :  (%)

## Audiences

### Audiences aux États-Unis
| no d'épisode | Titre original              | Titre français                | Chaîne | Date de diffusion originale | Audience (en millions de téléspectateurs) |
| ------------ | --------------------------- | ----------------------------- | ------ | --------------------------- | ----------------------------------------- |
| 1            | Pilot                       | Disparition en eaux troubles  | ABC    | 20 juin 2019                | 2.84                                      |
| 2            | Lost and Found              | Pirates du Pacifique          | ABC    | 27 juin 2019                | 1.98                                      |
| 3            | Buried Things               | Pour quelques lingots de plus | ABC    | 11 juillet 2019             | 2.28                                      |
| 4            | Welcome to the Jungle       | Bienvenue dans la jungle      | ABC    | 18 juillet 2019             | 1.85                                      |
| 5            | The Green Tide              | Mission explosive             | ABC    | 25 juillet 2019             | 1.91                                      |
| 6            | The Two O'Clock Flight      | La Passagère clandestine      | ABC    | 1er août 2019               | 1.97                                      |
| 7            | Despot                      | Un trésor au paradis          | ABC    | 8 août 2019                 | 1.51                                      |
| 8            | The Comeback                | Le Creux de la vague          | ABC    | 15 août 2019                | 1.77                                      |
| 9            | The Hohenzollern Collection | Le Casse du siècle            | ABC    | 22 août 2019                | 1.95                                      |
| 10           | Blue Skies                  | Des cieux plus bleus          | ABC    | 29 août 2019                | 2.14                                      |
| 11           | Dream Lover                 | Poison d'amour                | ABC    | 29 août 2019                | 1.66                                      |
| 12           | Prison Break                | La Grande Évasion             | ABC    | 5 septembre 2019            | 1.45                                      |
| 13           | Endgame                     | Reef Break                    | ABC    | 13 septembre 2019           | 2.14                                      |

### Audiences en France
| no d'épisode | Titre                         | Chaîne | Date de diffusion originale | Nombre de téléspectateurs | PDM (4 ans et +) | Référence | Classement |
| ------------ | ----------------------------- | ------ | --------------------------- | ------------------------- | ---------------- | --------- | ---------- |
| 1            | Disparition en eaux troubles  | M6     | 3 juillet 2020              | 3 416 000                 | 17,1 %           | [ 21 ]    | 1er        |
| 2            | Pirates du Pacifique          | M6     | 3 juillet 2020              | 3 020 000                 | 16,2 %           | [ 21 ]    | 1er        |
| 3            | Pour quelques lingots de plus | M6     | 10 juillet 2020             | 2 324 000                 | 12,2 %           | [ 24 ]    | 3e         |
| 4            | Bienvenue dans la jungle      | M6     | 10 juillet 2020             | 1 980 000                 | 11,1 %           | [ 24 ]    | 3e         |
| 5            | Mission explosive             | M6     | 17 juillet 2020             | 2 124 000                 | 11,1 %           | [ 27 ]    | 3e         |
| 6            | La Passagère clandestine      | M6     | 17 juillet 2020             | 2 800 000                 | 11,4 %           | [ 27 ]    | 3e         |
| 7            | Un trésor au paradis          | M6     | 24 juillet 2020             | 1 781 000                 | 9,1 %            | [ 30 ]    | 3e         |
| 8            | Le Creux de la vague          | M6     | 24 juillet 2020             | 1 690 000                 | 8,9 %            | [ 30 ]    | 3e         |
| 9            | Le Casse du siècle            | M6     | 31 juillet 2020             | 1 634 000                 | 8,8 %            | [ 33 ]    | 4e         |
| 10           | Des cieux plus bleus          | M6     | 31 juillet 2020             | 1 550 000                 | 8,7 %            | [ 33 ]    | 4e         |
| 11           | Poison d'amour                | M6     | 7 août 2020                 | 1 700 000                 | 10 %             | [ 37 ]    | 2e         |
| 12           | La Grande Évasion             | M6     | 7 août 2020                 | 1 670 000                 | 10,3 %           | [ 37 ]    | 2e         |
| 13           | Reef Break                    | M6     | 14 août 2020                | 1 690 000                 | 9,8 %            | [ 38 ]    | 4e         |